# Land- und Stadtgericht Rawicz
Das Land- und Stadtgericht Rawicz war von 1834 bis 1849 ein preußisches Land- und Stadtgericht mit Sitz in Rawicz.

## Geschichte
Nach dem Ende der Franzosenzeit wurde die der französische Gerichtsorganisation entsprechende Gerichtsorganisation im Herzogtum Warschau 1815 zunächst von Preußen übernommen. Das Friedensgericht Rawicz wurde fortgeführt und dem Landgericht Fraustadt zugeordnet. 1834 wurde die Gerichtsorganisation geändert und einheitlich Land- und Stadtgerichte gebildet. In dem  – nun verkleinerten – Sprengel des Oberlandesgerichtes Posen bestanden 20 dieser Gerichte, darunter das Land- und Stadtgericht Rawicz.
Das Land- und Stadtgericht Rawicz war für einen Teil des Kreises Kröben zuständig. Dazu gehörten die Städte Rawicz mit 8022 Einwohnern (1838), Bojanowo mit 2292 Einwohnern, Dubin mit 605 Einwohnern, Görchen mit 1414 Einwohnern, Jutroschin mit 1700 Einwohnern, Punitz mit 1680 Einwohnern und Sarne mit 1550 Einwohnern sowie 139 Dorfschaften mit 24.195 Einwohnern. Zusammen gab es damit 41.458 Gerichtseingesessene.
Am Gericht waren ein Direktor, sechs Richter, neun Subalterne und sechs Unterbeamte beschäftigt. Es war damit ein Land- und Stadtgericht 1. Klasse. Diese wirkten bei wesentlichen Fällen als Kollegialorgan.
1849 wurden die Land- und Stadtgerichte aufgelöst und durch Kreisgerichte ersetzt. Damit entstand das Kreisgericht Rawicz im Sprengel des Appellationsgerichts Posen.